# Chaim Rabin
Chaim Menachem Rabin (hebräisch חיים מנחם רבין; * 22. November 1915 in Gießen; † 13. Mai 1996 in Jerusalem) war ein in Deutschland geborener israelischer Hebraist und Sprachwissenschaftler.

## Leben
Chaim Menachem Rabin war ein Sohn des russisch-deutschen Historikers Israel Rabin und seiner Frau Martel Wolodarsky. Rabin erhielt eine umfangreiche schulische Bildung und besuchte auch bedingt durch die universitäre Tätigkeit seines Vaters die Samson-Raphael-Hirsch-Schule, das Philanthropin und das Kaiser-Friedrich-Gymnasium (heute Heinrich-von-Gagern-Gymnasium) in Frankfurt am Main sowie die Königliche Wilhelms-Schule in Breslau. Nach seinem Abitur im April 1933 war er 1933–1934 in Palästina und studierte an der Hebräischen Universität von Jerusalem. Sein Studium der Semitistik und Phonetik setzte er an der School of Oriental and African Studies (SOAS) in London fort, wo er ab 1938 als Dozent tätig war. An der SOAS wurde Rabin 1939 mit der Arbeit Studies in Early Arabic Dialects promoviert. 1941 wechselte er an die Universität von Oxford, wo er 1942 einen zweiten Doktortitel mit der Arbeit The Development of the Syntax of Post-Biblical Hebrew erhielt. 1943 wurde er dort zum Cowley Lecturer für Postbiblisches Hebräisch ernannt. Rabin war während seiner fast zwanzig Jahre in England eine zentrale Figur in der anglo-jüdischen Gelehrtenwelt. 1956 kehrte Rabin mit seiner Ehefrau Batya in den neu gegründeten Staat Israel zurück und lehrte ab 1956 bis zu seiner Emeritierung im Jahr 1985 als ordentlicher Professor für Hebräisch und semitische Sprachen an der Hebräischen Universität Jerusalem.
Rabins Interessen erstreckten sich über alle Aspekte der hebräischen Linguistik, sogar bis zum Arabischen. Sie umfassten insbesondere Übersetzungen der alten Sprache der Bibel und der Schriftrollen vom Toten Meer und das detaillierte Studium mittelalterlicher Codices. Einen Schwerpunkt seiner Forschungen bildeten die Textfunde von Qumran. Er war als Nachfolger von Moshe Goshen-Gottstein Hauptherausgeber der Bibelausgabe der Hebräischen Universität.
Rabin war ein Mitglied der 1953 gegründeten Akademie der Hebräischen Sprache. Zusammen mit Shoshana Bloom gründete er die Abteilung für wissenschaftliche Übersetzung der Hebräischen Universität. Rabin wirkte am in Israel publizierten Wörterbuch der modernen israelischen Sprache mit. Für die Ausbildung israelischer Übersetzer leistete er Pionierarbeit.
Er war unter anderem mit Franz Baermann Steiner befreundet.
Rabins 1927 geborene Schwester Miriam Ben-Peretz war Pädagogin, sein 1931 geborener Bruder Michael Oser Rabin wurde Informatiker.

## Forschung
Rabin erforschte die von den Rabbinern in ihrer Liturgie verwendete Sprache und wies darauf hin, dass die Sprache der rabbinischen Liturgie in spezifischer Art vom mischnaischen Hebräisch beeinflusst und in seiner frühen Form mündlich überliefert wurde.

## Schriften (Auswahl)
- mit Hayim M. Nahmad: Everyday Arabic: conversations in Syrian and Palestinian colloquial Arabic with vocabulary phonetic and grammatical introduction lists of useful culinary, military, political and commercial terms. Mit einem Vorwort von H. A. R. Gibb. Philadelphia: McKay, [1940 ?]
- Arabic Reader. London: Lund Humphries 1947
- Hebrew Reader. London: Lund Humphries 1949
- Ancient West-Arabian. London: Taylor’s Foreign Press 1951
- Maimonides, The guide of the perplexed, Einführung und Kommentar von Julius Guttmann. Aus dem Arabischen übersetzt von Chaim Rabin. London: East and West Library 1952.
- The Zadokite Documents. Oxford: Clarendon 1954
- „Alexander Jannaeus and the Pharisees“. in: Journal of Jewish Studies 7 (1956), pp. 3–11
- Qumran Studies. Oxford 1957
- Aspects of the Dead Sea scrolls. Jerusalem: Magnes Press, Hebrew University, 1958
- „The Linguistics of Translation“. in: A. D. Booth (ed.), Aspects of Translation (Studies in Communications 2), London: Secker & Warburg 1958, pp. 123ff
- Studies in the Bible: edited on behalf of the Institute of Jewish Studies in the Faculty of Humanities. Jerusalem: Magnes Press, Hebrew University 1961
- „Etymological Miscellanea“, in: Scripta Hierosolymitana 8 (1961), pp. 384–400
- Essays on the Dead Sea scrolls. In memory of E. L. Sukenik. Jerusalem: Hekhal Ha-Sefer, 1961
- Jigael Jadin (edited with commentary), The scroll of the War of the Sons of Light against the Sons of Darkness, translated by Batya and Chaim Rabin. London: Oxford University Press 1962.
- Die Renaissance der hebräischen Sprache. Zürich : Israel-Informations-Büro, [1963]
- mit Jigael Jadin: Aspects of the Dead Sea scrolls. Jerusalem: Magnes Press, Hebrew University 1965
- The influence of different systems of Hebrew orthography on reading Efficiency. Jerusalem: The Israel Institute of Applied Social Research 1968
- Thesaurus of the Hebrew language in dictionary form. Jerusalem: Kirjat Sepher, 1970–1973
  - Thesaurus of the Hebrew ... ; Volume I. 1970
  - Thesaurus of the Hebrew ... ; Volume II. 1973
- Qumran Studies. New York, Schocken, 1975
- Chaim Rabin (Editor): Bible Translation: An Introduction. Israel: Bialik, 1984 (zunächst auf Hebräisch erschienen in: Encyclopaedia biblica, 8 (1982), 737–870)
- Die Entwicklung der hebräischen Sprache. Wiesbaden : Reichert in Komm., 1988 (Veröffentlichungen der Hochschule für Jüdische Studien Heidelberg, Nr. 2)
- Chaim Rabin und Zvi Raday: Otsar ha-milim. Milim, tserufim e-imrot. (Thesaurus of the Hebrew Language in Dictionary Form. Edited by Chaim Rabin and Dr. Zvi Raday. 3 Bände. Jerusalem, Sivan Press (1988) [Enthält: 1.) Band 1. A–L; 2.) Band 2. M–P; 3.) Band 3. TZ–T.]
- Chaim Rabin und Tzvi Raday: Hamilon HeHadash LaTanach (The New Bible Dictionary). hebräisch, 3 Bände. Jerusalem: Keter Publishing House, 1989
- Semitic Languages – An Introduction. The Bialik Institute (Mosad Bialik) 1991
- Linguistic Studies : Collected Papers in Hebrew and Semitic Languages. Jerusalem, Israel: Bialik Institute, 1999
- The development of the syntax of post-biblical Hebrew. Leiden; Boston: Brill 2000. ISBN 90-04-11433-5